# Butlerville
Butlerville – wieś w USA, w stanie Ohio, w hrabstwie Warren.
Liczba mieszkańców w 2012 roku wynosiła 164.